# 1983 en els vols espacials
Aquest article és una llista d'esdeveniments de vols espacials relacionats que es van produir el 1983.

## Llançaments
| Data i hora (UTC)    | Coet | Coet                                             | Plataforma de llançament                        | Plataforma de llançament              | LSP                                  | LSP                                  |
| -------------------- | --- | ------------------------------------------------ | ----------------------------------------------- | ------------------------------------- | ------------------------------------ | ------------------------------------ |
| Data i hora (UTC)    | Càrrega útil | Operador                                         | Òrbita                                          | Funció                                | Deteriorament (UTC)                  | Resultat                             |
| Data i hora (UTC)    | Comentaris |                                                  |                                                 |                                       |                                      |                                      |
| Febrer               | |                                                  |                                                 |                                       |                                      |                                      |
| 9 de febrer 13:47    | Estats Units - Atlas H | Estats Units - Atlas H                           | Estats Units - Vandenberg SLC-3E                | Estats Units - Vandenberg SLC-3E      | Estats Units                         | Estats Units                         |
| 9 de febrer 13:47    | Estats Units - OPS-0252 (NOSS 5)                                                                                               | Marina dels Estats Units d'Amèrica               | Terrestre Baixa                                 | SIGINT                                | En òrbita                            | Reeixit                              |
| 9 de febrer 13:47    | Vol inaugural de l'Atlas H |                                                  |                                                 |                                       |                                      |                                      |
| Març                 | |                                                  |                                                 |                                       |                                      |                                      |
| 2 de març 09:37      | Unió Soviètica - Proton-K | Unió Soviètica - Proton-K                        | Unió Soviètica - Baikonur Site 200/39           | Unió Soviètica - Baikonur Site 200/39 | Unió Soviètica                       | Unió Soviètica                       |
| 2 de març 09:37      | Unió Soviètica - Kosmos 1443 (TKS-3) FGB                                                                                       |                                                  | Terrestre Baixa (Saliut 7)                      | Logística                             | 19 de setembre 00:28                 | Reeixit                              |
| 2 de març 09:37      | Unió Soviètica - Kosmos-1443 (TKS-3) VA                                                                                        |                                                  | Terrestre Baixa (Saliut 7)                      | Recull de mostres                     | 23 d'agost                           | Reeixit                              |
| 28 de març 15:52     | Estats Units - Atlas E/Star-37S-ISS                                                                                            | Estats Units - Atlas E/Star-37S-ISS              | Estats Units - Vandenberg SLC-3W                | Estats Units - Vandenberg SLC-3W      | Estats Units                         | Estats Units                         |
| 28 de març 15:52     | Estats Units - NOAA-8 (NOAA-E)                                                                                                 | NOAA                                             | Heliosíncrona                                   | Meteorologia                          | En òrbita                            | Error del vehicle                    |
| 28 de març 15:52     | La nau va fallar el juny de 1984                                                                                               |                                                  |                                                 |                                       |                                      |                                      |
| Abril                | |                                                  |                                                 |                                       |                                      |                                      |
| 4 d'abril 18:30      | Estats Units - Transbordador espacial Challenger                                                                               | Estats Units - Transbordador espacial Challenger | Estats Units - Kennedy LC-39A                   | Estats Units - Kennedy LC-39A         | Estats Units - United Space Alliance | Estats Units - United Space Alliance |
| 4 d'abril 18:30      | Estats Units - STS-6 | NASA                                             | Terrestre Baixa                                 | Desplegament de satèl·lit             | 9 d'abril 18:53                      | Reeixit                              |
| 4 d'abril 18:30      | Estats Units - TDRS-1 (TDRS-A)                                                                                                 | NASA                                             | Geoestacionària                                 | Comunicacions                         | En òrbita                            | Operational                          |
| 4 d'abril 18:30      | Vol orbital tripulat amb quatre astronautes; Vol inaugural del Transbordador espacial Challenger                               |                                                  |                                                 |                                       |                                      |                                      |
| 15 d'abril 18:45     | Estats Units - Titan 24B | Estats Units - Titan 24B                         | Estats Units - Vandenberg SLC-4W                | Estats Units - Vandenberg SLC-4W      | Estats Units                         | Estats Units                         |
| 15 d'abril 18:45     | Estats Units - OPS-2925 (KH-8-53)                                                                                              | NRO                                              | Heliosíncrona                                   | Reconeixement                         | 21 d'agost                           | Reeixit                              |
| 20 d'abril 13:10     | Unió Soviètica - Soiuz-U | Unió Soviètica - Soiuz-U                         | Unió Soviètica - Baikonur Site 1/5              | Unió Soviètica - Baikonur Site 1/5    | Unió Soviètica                       | Unió Soviètica                       |
| 20 d'abril 13:10     | Unió Soviètica - Soiuz T-8 |                                                  | Terrestre Baixa Planificat: acoblat al Saliut 7 | Saliut 7 EO-2                         | 22 d'abril 13:28                     | Error d'acoblament                   |
| 20 d'abril 13:10     | Vol orbital tripulat amb tres cosmonautes; Va fallar en acoblar-se amb el Saliut 7                                             |                                                  |                                                 |                                       |                                      |                                      |
| Maig                 | |                                                  |                                                 |                                       |                                      |                                      |
| 19 de maig 22:26     | Estats Units - Atlas-Centaur SLV-3D                                                                                            | Estats Units - Atlas-Centaur SLV-3D              | Estats Units - Cape Canaveral LC-36A            | Estats Units - Cape Canaveral LC-36A  | Estats Units                         | Estats Units                         |
| 19 de maig 22:26     | Nacions Unides - Intelsat 506                                                                                                  | Intelsat                                         | Geosíncrona                                     | Comunicacions                         | En òrbita                            | Reeixit                              |
| 19 de maig 22:26     | Vol final de l'Atlas-Centaur SLV-3D                                                                                            |                                                  |                                                 |                                       |                                      |                                      |
| Juny                 | |                                                  |                                                 |                                       |                                      |                                      |
| 9 de juny 23:23      | Estats Units - Atlas H | Estats Units - Atlas H                           | Estats Units - Vandenberg SLC-3E                | Estats Units - Vandenberg SLC-3E      | Estats Units                         | Estats Units                         |
| 9 de juny 23:23      | Estats Units - OPS-6432 (NOSS 6)                                                                                               | Marina dels Estats Units d'Amèrica               | Terrestre Baixa                                 | SIGINT                                | En òrbita                            | Reeixit                              |
| 16 de juny 11:59     | Europa - Ariane 1 | Europa - Ariane 1                                | França - Kourou ELA                             | França - Kourou ELA                   | França - CNES                        | França - CNES                        |
| 16 de juny 11:59     | França - Eutelsat 1F1 | Eutelsat                                         | Geosíncrona                                     | Comunicacions                         | En òrbita                            | Reeixit                              |
| 16 de juny 11:59     | Alemanya Occidental - Oscar 10                                                                                                 | AMSAT                                            | Transferència geosíncrona                       | Comunicacions                         | En òrbita                            | Reeixit                              |
| 16 de juny 11:59     | Eutelsat 1F1 retirat el 1996                                                                                                   |                                                  |                                                 |                                       |                                      |                                      |
| 18 de juny 11:33     | Estats Units - Transbordador espacial Challenger                                                                               | Estats Units - Transbordador espacial Challenger | Estats Units - Kennedy LC-39A                   | Estats Units - Kennedy LC-39A         | Estats Units - United Space Alliance | Estats Units - United Space Alliance |
| 18 de juny 11:33     | Estats Units - STS-7 | NASA                                             | Terrestre Baixa                                 | Desplegament de satèl·lit             | 24 de juny 14:56                     | Reeixit                              |
| 18 de juny 11:33     | Canadà - Anik C2 | Telesat Canada                                   | Actual: Cementiri Operacional: Geoestacionària  | Comunicacions                         | En òrbita                            | Reeixit                              |
| 18 de juny 11:33     | Indonèsia - Palapa B1 | Telkom Indonesia                                 | Geoestacionària                                 | Comunicacions                         | En òrbita                            | Reeixit                              |
| 18 de juny 11:33     | Alemanya Occidental - SPAS-I                                                                                                   | NASA                                             | Terrestre Baixa (Challenger)                    | Investigació de microgravetat         | 24 de juny 14:56                     | Reeixit                              |
| 18 de juny 11:33     | Alemanya Occidental Estats Units - OSTA-2                                                                                      | NASA                                             | Terrestre Baixa (Challenger)                    | Experiments científics                | 24 de juny 14:56                     | Reeixit                              |
| 18 de juny 11:33     | Vol orbital tripulat amb cinc astronautes; incloent la primera dona americana astronauta Anik C2 retirat el 7 de gener de 1998 |                                                  |                                                 |                                       |                                      |                                      |
| 20 de juny 18:45     | Estats Units - Titan 34D | Estats Units - Titan 34D                         | Estats Units - Vandenberg SLC-4E                | Estats Units - Vandenberg SLC-4E      | Estats Units                         | Estats Units                         |
| 20 de juny 18:45     | Estats Units - OPS-0721 (KH-9-18)                                                                                              | NRO                                              | Heliosíncrona                                   | Reconeixement                         | 21 de març 1984                      | Reeixit                              |
| 20 de juny 18:45     | Estats Units - OPS-3899 (SSF-C-7)                                                                                              | NRO                                              | Heliosíncrona                                   | ELINT                                 | En òrbita                            | Reeixit                              |
| 27 de juny 09:12     | Unió Soviètica - Soiuz-U | Unió Soviètica - Soiuz-U                         | Unió Soviètica - Baikonur Site 1/5              | Unió Soviètica - Baikonur Site 1/5    | Unió Soviètica                       | Unió Soviètica                       |
| 27 de juny 09:12     | Unió Soviètica - Soiuz T-9 |                                                  | Terrestre Baixa (Saliut 7)                      | Saliut 7 EO-2                         | 23 de novembre 19:58                 | Reeixit                              |
| 27 de juny 09:12     | Vol orbital tripulat amb dos cosmonautes                                                                                       |                                                  |                                                 |                                       |                                      |                                      |
| Juliol               | |                                                  |                                                 |                                       |                                      |                                      |
| 14 de juliol 10:21   | Estats Units - Atlas E/SGS-2                                                                                                   | Estats Units - Atlas E/SGS-2                     | Estats Units - Vandenberg SLC-3W                | Estats Units - Vandenberg SLC-3W      | Estats Units                         | Estats Units                         |
| 14 de juliol 10:21   | Estats Units - GPS-8 | Força Aèria dels Estats Units d'Amèrica          | Terrestre Mitjana                               | Navegació                             | En òrbita                            | Reeixit                              |
| 31 de juliol 15:41   | Estats Units - Titan 34B | Estats Units - Titan 34B                         | Estats Units - Vandenberg SLC-4W                | Estats Units - Vandenberg SLC-4W      | Estats Units                         | Estats Units                         |
| 31 de juliol 15:41   | Estats Units - OPS-7304 (Jumpseat 7)                                                                                           | NRO                                              | Molnia                                          | SIGINT                                | En òrbita                            | Reeixit                              |
| Agost                | |                                                  |                                                 |                                       |                                      |                                      |
| 17 d'agost 12:08     | Unió Soviètica - Soiuz-U | Unió Soviètica - Soiuz-U                         | Unió Soviètica - Baikonur Site 1/5              | Unió Soviètica - Baikonur Site 1/5    | Unió Soviètica                       | Unió Soviètica                       |
| 17 d'agost 12:08     | Unió Soviètica - Progress 17                                                                                                   |                                                  | Terrestre Baixa (Saliut 7)                      | Logística                             | 17 de setembre 23:43                 | Reeixit                              |
| 30 d'agost 06:32     | Estats Units - Transbordador espacial Challenger                                                                               | Estats Units - Transbordador espacial Challenger | Estats Units - Kennedy LC-39A                   | Estats Units - Kennedy LC-39A         | Estats Units - United Space Alliance | Estats Units - United Space Alliance |
| 30 d'agost 06:32     | Estats Units - STS-8 | NASA                                             | Terrestre Baixa                                 | Desplegament de satèl·lit             | 5 de setembre 07:40                  | Reeixit                              |
| 30 d'agost 06:32     | Índia - INSAT 1B | ISRO                                             | Geoestacionària                                 | Comunicacions                         | En òrbita                            | Reeixit                              |
| 30 d'agost 06:32     | Estats Units - Payload Flight Test Article                                                                                     | NASA                                             | Terrestre Baixa (Challenger)                    | Prova de compatibilitat de càrrega    | 5 de setembre 07:40                  | Reeixit                              |
| 30 d'agost 06:32     | Vol orbital tripulat amb cinc astronautes                                                                                      |                                                  |                                                 |                                       |                                      |                                      |
| Octubre              | |                                                  |                                                 |                                       |                                      |                                      |
| 19 d'octubre 00:45   | Europa - Ariane 1 | Europa - Ariane 1                                | França - Kourou ELA                             | França - Kourou ELA                   | França - CNES                        | França - CNES                        |
| 19 d'octubre 00:45   | Nacions Unides - Intelsat 507                                                                                                  | Intelsat                                         | Geosíncrona                                     | Comunicacions                         | En òrbita                            | Reeixit                              |
| 20 d'octubre 09:59   | Unió Soviètica - Soiuz-U | Unió Soviètica - Soiuz-U                         | Unió Soviètica - Baikonur                       | Unió Soviètica - Baikonur             | Unió Soviètica                       | Unió Soviètica                       |
| 20 d'octubre 09:59   | Unió Soviètica - Progress 18                                                                                                   |                                                  | Terrestre Baixa (Saliut 7)                      | Logística                             | 16 de novembre 04:18                 | Reeixit                              |
| Novembre             | |                                                  |                                                 |                                       |                                      |                                      |
| 18 de novembre 06:32 | Estats Units - Atlas E/Star-37S-ISS                                                                                            | Estats Units - Atlas E/Star-37S-ISS              | Estats Units - Vandenberg SLC-3W                | Estats Units - Vandenberg SLC-3W      | Estats Units                         | Estats Units                         |
| 18 de novembre 06:32 | Estats Units - DMSP 5D-2 F7 | Força Aèria dels Estats Units d'Amèrica          | Heliosíncrona                                   | Meteorologia                          | En òrbita                            | Reeixit                              |
| 28 de novembre 16:00 | Estats Units - Transbordador espacial Columbia                                                                                 | Estats Units - Transbordador espacial Columbia   | Estats Units - Kennedy LC-39A                   | Estats Units - Kennedy LC-39A         | Estats Units - United Space Alliance | Estats Units - United Space Alliance |
| 28 de novembre 16:00 | Estats Units - STS-9 | NASA                                             | Terrestre Baixa                                 | Investigació de microgravetat         | 8 de desembre 23:47                  | Reeixit                              |
| 28 de novembre 16:00 | Europa Estats Units - Spacelab Long Module 1                                                                                   | NASA/ESRO                                        | Terrestre Baixa (Columbia)                      | Investigació de microgravetat         | 8 de desembre 23:47                  | Reeixit                              |
| 28 de novembre 16:00 | Vol orbital tripulat amb sis astronautes; Vol inaugural del Spacelab Long Module                                               |                                                  |                                                 |                                       |                                      |                                      |

## Encontres espacials
| Data (GMT)     | Nau espacial | Esdeveniment                 | Comentaris                 |
| -------------- | ------------ | ---------------------------- | -------------------------- |
| 10 d'octubre   | Venera 15    | Va entrar en òrbita citerena | Missió de mapeig de radar  |
| 14 d'octubre   | Venera 16    | Va entrar en òrbita citerena | Missió de mapeig de radar  |
| 21 d'octubre   | ISEE-3/ICE   | 4t sobrevol de la Lluna      | Apropament màxim: 17440 km |
| 22 de desembre | ISEE-3/ICE   | 5è sobrevol de la Lluna      | Apropament màxim: 120 km   |

## EVAs
| Inici Data/Hora     | Duració           | Hora Finalització | Nau espacial       | Tripulació                                                                 | Comentaris |
| ------------------- | ----------------- | ----------------- | ------------------ | -------------------------------------------------------------------------- | --- |
| 7 d'abril 21:05     | 4 hores 10 minuts | 8 d'abril 01:15   | STS-6 (Challenger) | Estats Units - Story Musgrave · Estats Units - Donald H. Peterson          | Prova de vestits espacials i eines per a posteriors construccions a l'espai. Primer passeig espacial des del Transbordador Espacial. |
| 1 de novembre 04:47 | 2 hores 50 minuts | 07:36             | Saliut 7 EO-2      | Unió Soviètica - Vladímir Liàkhov · Unió Soviètica - Aleksandr Aleksàndrov | Es va instal·lar un nou panell solar per augmentar la potència elèctrica de l'estació.                                               |
| 3 de novembre 03:47 | 2 hores 55 minuts | 06:42             | Saliut 7 EO-2      | Unió Soviètica - Vladímir Liàkhov · Unió Soviètica - Aleksandr Aleksàndrov | Es va instal·lar un segon panell solar, augmentant la potència elèctrica de l'estació un 50%.                                        |